# The Flying Fool (film, 1929)
Pour plus de détails, voir Fiche technique et Distribution.
The Flying Fool est un film américain réalisé par Tay Garnett et sorti en 1929 à la fois en version muette et en version sonore, à l'époque où Hollywood était en transition vers le cinéma parlant.

## Synopsis
Deux frères aviateurs, Bill et Jimmy, sont en compétition l'un avec l'autre dans les airs. Ils courtisent tous les deux la même femme, une chanteuse.

## Fiche technique
- Réalisation : Tay Garnett
- Scénario : Tay Garnett, James Gleason (dialogues), d'après une histoire originale d'Elliott J. Clawson
- Photographie : Arthur C. Miller
- Montage : Claude Berkeley
- Musique : George Green, George Waggner
- Production : Pathé Studio
- Distributeur : Pathé Exchange
- durée : 63 minutes (7 bobines)[3]
- Date de sortie : 23 juin 1929

## Distribution
- William Boyd : Bill Taylor
- Marie Prevost : Pat Riley
- Tom O'Brien : Tom Dugan
- Russell Gleason : Jimmy Taylor
- Kate Bruce : Mrs. Riley, Pat's Mother
- Dan Wolheim : Airport Manager
- Dorothy Ward : Mae Hopper